# Portada/article març 8

## Gas noble
Els gasos nobles són un grup d'elements químics amb propietats molt similars: en condicions estàndard, tots són gasos inodors, incolors i monoatòmics, amb una reactivitat molt baixa. Els sis gasos nobles que es donen a la natura són l'heli (He), el neó (Ne), l'argó (Ar), el criptó (Kr), el xenó (Xe), i l'element radioactiu radó (Rn).
Les propietats dels gasos nobles estan ben explicades per les teories modernes de l'estructura atòmica; es considera que la seva capa exterior d'electrons de valència està "plena", fent que tinguin poca tendència a participar en reaccions químiques. Els punts de fusió i d'ebullició dels gasos nobles són propers, i difereixen en menys de 10 °C; per consegüent, només són líquids en un interval de temperatures molt reduït.